# Redkowice

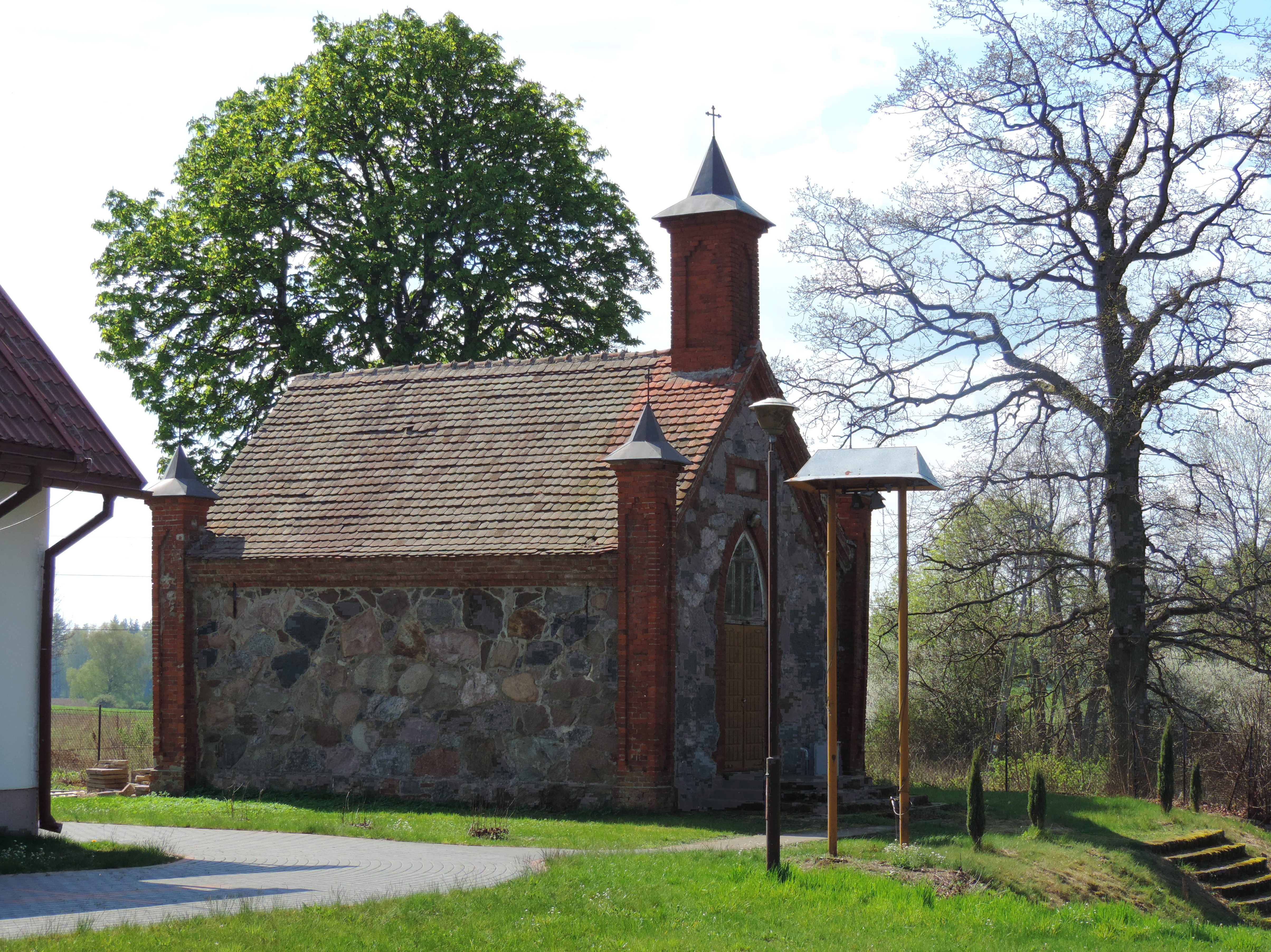
Kaplica wiejska przez ponad 150 lat służyła miejscowej ludności

Redkowice (kaszb. Redkòjce lub też Redkòwice, niem. Rettkewitz) – wieś kaszubska w Polsce, położona w województwie pomorskim, w powiecie lęborskim, w gminie Nowa Wieś Lęborska. 
| SIMC    | Nazwa | Rodzaj     |
| ------- | ----- | ---------- |
| 0748342 | Kanin | przysiółek |

W latach 1954-1957 wieś była siedzibą gromady Redkowice, po jej zniesieniu w gromadzie Nowa Wieś Lęborska. W latach 1975–1998 miejscowość administracyjnie należała do województwa słupskiego.
Wieś jest siedzibą sołectwa Redkowice, w którego skład wchodzą również Niebędzino, Żelazkowo oraz Kanin.
Na terenie wsi znajdują się zabytkowe pomniki przyrody jak i ponad 150-letnia kaplica (obecnie nie używana).
W Redkowicach mieści się siedziba Klubu Sportowego Zenit Redkowice, która obecnie występuje w słupskiej A Klasie.